# Live in London (EP de R5)
Live in London este al treilea EP al formației americane R5. EP-ul a fost lansat pe data de 29 mai 2014 prin Hollywood Records numai în formatul digital download. EP-ul este o înregistrare a videoclipurilor care au apărut pe canalul VEVO al formației.

## Track listing
| Nr.             | Titlu                           | Autor(i)                                                                          | Lungime |  |
| 1.              | „Counting Stars” (cu The Vamps) | Ryan Tedder                                                                       | 5:34    |  |
| 2.              | „(I Can't) Forget About You”    | Ross Lynch, Andrew Goldstein, Emanuel Kiriakou, Evan „Kidd” Bogart, Lindy Robbins | 4:33    |  |
| 3.              | „Ain't No Way We're Goin' Home” | Kidd, Goldstein, Kiriakou                                                         | 3:52    |  |
| 4.              | „Loud”                          | Lynch, Kidd, Goldstein, Kiriakou, Robbins                                         | 6:53    |  |
| 5.              | „Pass Me By”                    | Lynch, Kidd, Goldstein, Kiriakou, Robbins                                         | 3:43    |  |
| 6.              | „One Last Dance”                | Kidd, Goldstein, Kiriakou                                                         | 3:27    |  |
| Lungime totală: | Lungime totală:                 | Lungime totală:                                                                   | 22:28   |  |

## Istoricul de lansare
| Țara         | Data        | Format           | Casa de discuri   |
| ------------ | ----------- | ---------------- | ----------------- |
| Regatul Unit | 29 mai 2014 | Digital download | Hollywood Records |